# Крушники (Житомирская область)
Крушники (укр. Крушники) — село в Украине, основано в 1928 году, находится в Малинском районе Житомирской области.
Код КОАТУУ — 1823488602. Население по переписи 2001 года составляет 112 человек. Почтовый индекс — 11600. Телефонный код — 4133. Занимает площадь 1,056 км².

## Адрес местного совета
11600, Житомирская область, Малинский р-н, с. Шевченково